# Sonia constrictana
Sonia constrictana es una especie de polilla tortrix perteneciente al género Sonia, categorizada en la tribu Eucosmini, de la subfamilia Olethreutinae. Fue descrita por Philipp Christoph Zeller en 1875.
La especie es válida y aceptada y aparece registrada en una sección de la publicación Verhandlungen Zoologisch-Botanischen Gesellschaft in Wien 25, 305 de 1875.
La envergadura es de 14 mm. Cuenta con manchas oscuras, generalmente de color marrón.

## Distribución
Se distribuye por América del Norte, en los Estados Unidos y Canadá. Se ha registrado en Illinois, Quebec y Maine, del sur a Florida y del este de Texas.